# 伊藤延司
伊藤 延司（いとう のぶじ、1934年 - ）は日本のジャーナリスト、翻訳家。

## 略歴
長野県生まれ。京都大学を卒業。毎日新聞社ジュネーブ支局長、パリ支局長、学芸部長、出版局次長、英文毎日局長、AFPBB News編集顧問などを歴任した。
主な訳書に、『壁の向こう側:マグナムの撮った東欧・ソ連 1945-1990』（毎日新聞社）、ヘレン・ミアーズ『アメリカの鏡・日本』（角川書店）、マイケル・サラ／ミッチ・ウェイス『タイガーフォース』（WAVE出版）、メイ・ギブス『ブッシュ・ベイビーズ』（共訳、毎日新聞社）、アンジェラ・グード『犬たちをめぐる小さな物語』（共訳、日本放送出版協会）、ジョセフ・ナイ『ダーティー・ハンズ』（都市出版）がある。